# أدهم نابلسي
أدهم النابلسي (مواليد 20 نوفمبر 1993 –) مُغنٍ أردني مُعتزل ولد في العاصمة الأردنية عمَّان.
شارك في البرنامج الغنائي «إكس فاكتور» وتمكن من الوصول إلى المراحل النهائية من البرنامج ولكن لم يحالفه الحظ في نيل اللقب. استطاع أن يتخطى مطربي الصف الأول بأغنيته (هو الحب) التي لحنها بنفسه وحصلت على 100 مليون مشاهدة خلال 5 أشهر. شارك بمهرجان قرطاج الدولي.
حقق ثاني 100 مليون مشاهدة في 3 سنوات لأغنيته (نسخة منك). كان أدهم لغاية ديسمبر 2021، يملك نحو 4 ملايين مشترك بقناته على اليوتيوب. ورغم نجاحه إلا أنه أعلن اعتزاله الغناء في 20 ديسمبر 2021، وقد برر تصرفه بأنه يعتقد أن المهمة الأساسية للإنسان في هذه الأرض هي عبادة الله والعمل الصالح.

## طفولته وتعليمه
تخرج في الجامعة الأردنية بشهادة البكالوريوس في المحاسبة عام 2021. هو الأبن الأصغر في عائلته، ولديه أخت وأخوين أكبر منه. شجعته والدته على الغناء بعدما اكتشفت صوته، ودعمته ليشارك في برنامج المواهب (إكس فاكتور) الذي كان الإنطلاقة الحقيقية له كمطرب وبوابته إلى الشهرة.

## مسيرته الفنية

### برنامج ذا إكس فاكتور أرابيا
بدأ أدهم مشواره الفني في عام 2013 حين شارك في الموسم الثالث من برنامج اكتشاف المواهب ذا إكس فاكتور أرابيا الذي يبحث عن المواهب ونجوم الغناء في الوطن العربي، وكان أعضاء لجنة التحكيم هم وائل كفوري، كارول سماحة، إليسا، وحسين الجسمي. كان أدهم من ضمن المتسابقين في فريق وائل كفوري، ونجح في تجارب الأداء واختارته لجنة التحكيم للمرحلة الثانية بعد أن أثبت حضوره المميز وصوته القوي، وصل إلى المرحلة النهائية لينافس المغربي محمد الريفي والليبي إبراهيم عبد العظيم على اللقب، إلا أنه حصل على أقل نسبة تصويت وحل في المركز الثالث وغادر في بداية الحلقة الأخيرة، فيما تأهل كل من ابراهيم عبد العظيم ومحمد الريفي للتصفية النهائية، بارك وائل كفوري لفريق حسين الجسمي وأكد أن أمام أدهم مستقبل ناجح. تحدث أدهم في حوار مع صحيفة الوطن المصرية قائلا إن التصويت ظلمه، وأن حب الجمهور أهم عنده من مليون لقب، واصفا النتيجة بأنها كانت مفاجأة وعنيفة لدرجة أنها جعلته في حالة صدمة ودهشة.

### بعد البرنامج
في يونيو 2013؛ سافر أدهم إلى مصر لتوقيع عقد إنتاج أول ألبوماته الغنائية مع شركة Sony music، وكتب على صفحته الشخصية على موقع التواصل الاجتماعي: «صباح الخير ... أنا في طريقي إلى مصر الحبيبة خلال رحلتي الى مصر سنبدأ أول خطوة في التحضيرات مع شركة Sony music انشاء الله خير .. بشوفكم على خير».
في عام 2013 أيضًا طرح أولى أغانيه والتي تحمل عنوان «قصتنا خلصت»، وحقق من خلالها نجاحًا جماهيريًا كبيرًا، وتوالت أعماله الفنية بعد ذلك بين الأغاني المنفردة والالبومات والحفلات، وحقق خلال هذه السنوات شهرةً واسعة. أحيا أول حفلاته في مصر عام 2013 على مسرح كايرو فيستفال سيتي بالقاهرة الجديدة،
في عام 2015 منعت السلطات اللبنانية أدهم من دخول لبنان بعد ان أوقفته لمدّة أربع ساعات في مطار بيروت، وذلك بعد عودته من زيارة لفلسطين كان قد أحيا فيها عدّة حفلات فنيّة، وكتب أدهم على صفحته الرسميّة على موقع فيسبوك: من 4 ساعات الي بمطار بيروت وممنوع دخول لبنان لأني زرت فلسطين، وأنا ما عندي أي ختم إسرائيلي عالباسبور (جواز السفر) ودخلت فلسطين بتصريح متلي متل أي فنان أجنبي.
في عام 2020، تعاون مع النجمة شيرين عبد الوهاب في أغنية تحمل عنوان «بتعرف شعور». كما أحيا حفلا غنائيا للمرة الثانية بالمملكة العربية السعودية في فبراير عام 2020 وتحديداً في مدينة جدة، وكان قد أحيا حفلا غنائيا في مدينة الملك عبد الله الاقتصادية في السعودية، بمشاركة المطربة كارمن سليمان، كما شارك حفل ضمن فعاليات موسم الرياض الترفيهي بالمملكة العربية السعودية وقدم عددًا من أغانيه التي اشتهر بها أبرزها «هوى الحب» و«نسخة منك» وغيرها من الأغاني المميزة، أما عن أخر حفلاته فكانت ضمن فعاليات مهرجان المجاز بالشارقة في دولة الإمارات.
يذكر أن أدهم قد ظهر كضيف شرف في برنامج (هيك بنغني) الذي تقدمه الإعلامية مايا دياب، وكان ظهوره هي المفاجئة التي قال أدهم إنه يحضرها لجمهوره، إذ كتب على حسابه الخاص على فايسبوك : «أدهم في بيروت ومحضرلكم مفاجأة حلوة.. انتظروا قصتنا خلصت أكثر من مجرد أغنية». كما لحن أدهم وغنى شارة المقدمة للمسلسل اللبناني (من الآخر) من إخراج شارل شلالا وعرض سنة 2020 في رمضان. 
بعد قرار الاعتزال بفترة قليلة، فوجئ جمهوره بحذف بعض أغانيه من قناته الرسمية عبر موقع الفيديوهات الشهير يوتيوب منها: «نسخة منك، شدني غمرني، وكيف بحبك هيك، شدني» وهي الأغنيات التي تعاون فيها مع الملحن رامي الشافعي وكان هناك خلافات سابقة بينهما. تسبب خبر اعتزاله بصدمة للوسط الفني ولمحبيه ومتابعيه، وتصدر وسم “أدهم نابلسي” قائمة الأعلى تداولا في تويتر في عدد من الدول العربية منذ إعلانه الاعتزال.

## حياته الخاصة

### أسرته
متزوج ولديه إبنة واحدة (ماسة) ولدت في 5 فبراير 2023.

## اعتزاله
أعلن أدهم اعتزاله الغناء في 20 ديسمبر 2021 في منشور له نشره على حسابه في فيسبوك حيث قال: «هذا الفيديو لأقول لكم خبر سعيد جدا بالنسبة إلي، كل شخص لديه أهداف يريد تحقيقيها في هذه الحياة، ولكن عندما نصل إلى الهدف ماذا سنشعر؟ الهدف الرئيسي لوجودنا في الحياة هو لإرضاء وعبادة رب العالمين» وتابع في منشور آخر: «ليس مشكلة أن يكون لدينا أهداف ولكن أن يكون هذا الهدف متناسقا مع هدف وجودنا في الحياة وهو عبادة رب العالمين. بالنسبة لي الحلم الذي كنت أحاول تحقيقه لا يرضي رب العالمين، الحمد لله وبفضله أتى هذا اليوم، وأنا اعتزلت الغناء وأشكركم على دعمكم... هذه ليست النهاية وأتمنى أن تشاركونني رحلتي الجديدة».
أوضح أدهم أنه لم يذكر كلمة حلال أو حرام عن الفن خلال الفيديو الذي أعلن اعتزاله من خلاله بعد الهجوم الذي تعرض له من قبل بعض الفنانين الذين أساؤوا فهم تصريحاته فقال: «حاولت أن أشرح كل ما عندي بالفيديو، ولكن كلامي فُهم بأكثر من طريقة، لم أقل كلمة حلال أو حرام، كنت أحكي عن حالي ولست شيخاً». وفي مداخلة هاتفية مع قناة رؤيا الإخبارية قال: «إن شاء الله راح أمحي ما قدمته الفترة الماضية، أنا محيت تقريبا 10 أغاني، وإن شاء الله راح ينمحوا أول ما أخلص كم إجراء، وراح يتشالوا كلهم». فيما حيا المنشد ماهر زين الخطوة وقال في تغريدة له: «ما شاء الله من ترك شيئا لله عوضه الله خيرا منه».
بعد أشهر قليلة من اعتزاله الغناء، حصل أدهم على إجازة في تلاوة وتجويد القرآن، ونشر أحد أصدقاءه على حسابه الشخصي على موقع فيسبوك مقطع فيديو معلقًا عليه: «حفل ختم القرآن الكريم وإجازة أدهم نابلسي برواية حفص عن عاصم من طريق الشاطبية، في مسجد أبو عيشة- طريق المطار، الله يثبتك ويعلي مقامك». كما انتشرت صور لأدهم وهو يحمل درعًا موقعة من إمام مسجد أبو عيشة كتب عليها: «يتقدم محمد عقل إمام مسجد أبو عيشة بالتهنئة والتبريك إلى الفاضل أدهم نابلسي بمناسبة إتمامه الإجازة في تلاوة القرآن الكريم، رفعك الله بالقرآن إلى أعلى درجات الجنة، وجعلك مباركًا أينما كنت وموفقًا حيثما اتجهت».

## أعماله
- قصتنا خلصت
- لبعض خلقنا
- أنشودة شفيع الناس
- كيف بحبك هيك
- عبالي ودعك
- النهاية السعيدة
- ما بشبع منك
- نسخة منك
- مشتاق
- شدني غمرني
- ودعني
- حدك الكون
- تقبلني
- هو الحب
- عادي بكرا
- حدا ما بينتسى
- بتعرف شعور
- هذه أنتِ وهذا أنا
- مش عيب
- حان الآن
- ما عندي استعداد
- خايف